# Okay Yokuşlu
Okay Yokuşlu [okaj jokušlu] (* 9. března 1994, Konak, Turecko) je turecký fotbalový záložník a reprezentant. Od roku 2021 hraje v anglickém klubu West Bromwich Albion FC, kde je na hostování ze španělské Celty Vigo.

## Reprezentační kariéra
Okay Yokuşlu nastupoval za turecké mládežnické výběry v kategoriích do 15, 16, 17, 19, 20 a 21 let.
V A-mužstvu Turecka debutoval 17. 11. 2015 v přátelském utkání v Istanbulu proti reprezentaci Řecka (výhra 3:0).